# 影视音乐盛典
影视音乐盛典，是中国电影家协会、中国电视艺术家协会、上海国际影视节中心、上海广播电视台主办，东方卫视承办的奖项。是中国首个专门嘉奖影视音乐行业的大型颁奖典礼。

## 参评资格
盛典旨在表彰当年的优秀影视歌曲（年度金曲），以及历年来的经典影视歌曲（时代金曲）。参选歌曲首先通过微博、百视 TV的网友投票进入初选，然后经由电影、电视、音乐专家共同参与，以思想性、艺术性、技术性、市场影响力的四个维度综合确定。此外，还表彰影视音乐行业的优秀音乐人，并致敬为中国影视音乐及推动国际影视音乐在中国的发展做出了重要贡献的个人和集体。

## 获奖名单
2024
第一届颁奖典礼于2024年6月17日在上海云间剧院举办，并于6月17日在百视TV、东方卫视番茄台、影视音乐盛典官方微博全程直播，6月23日在东方卫视播出。
| 獎項                 | 獲獎名單 |
| 时代影视至臻金曲     | 《我的祖国》 |
| 时代难忘电影金曲     | 《映山红》《牧羊曲》《送别》《一生所爱》《不见不散》《爱就一个字》《追寻》《时间都去哪儿了》《只要平凡》《人是_》        |
| 年度电影金曲         | 《生活倒影》《笼》《小美满》                                                                                             |
| 年度电影原声专辑     | 《封神第一部：朝歌风云》                                                                                                 |
| 年度电影音乐作曲人   | 彭飞 |
| 时代难忘电视剧金曲   | 《上海滩》《敢问路在何方》《少年壮志不言愁》《渴望》《千年等一回》《等你爱我》《你快回来》《和光同尘》《人世间》《诀爱》 |
| 年度电视剧金曲       | 《要不然我们就这样一万年》《再回首》《万物不如你》《彩虹布拉克》                                                         |
| 年度电视剧音乐作曲人 | 董冬冬 |
| 时代电视金曲特别贡献 | 许镜清 |
| 国际动漫金曲         | 直到世界尽头 |
| 年度歌手             | 周深 |
| 时代榜样歌手         | 孙楠 |
| 时代影响力歌唱家     | 雷佳 |
| 影视音乐终身成就     | 谭盾 |
| 年度卓越歌手         | 张杰 |

颁奖典礼共有二十多组嘉宾表演了节目。

## 外部連結
- 微博上的影视音乐盛典全程 （页面存档备份，存于）